# Vukašin Rajković
Vukašin Rajković (* 7. April 1983 in Jugoslawien) ist ein serbischer Handballspieler.
Der 1,97 m große Rückraum-Rechts-Spieler spielt seit 2013 für den serbischen Verein Metaloplastika Šabac. Zuvor gewann er mit dem FCK Håndbold 2010 den dänischen Pokal.
| Personendaten    | Personendaten              |
| ---------------- | -------------------------- |
| NAME             | Rajković, Vukašin          |
| KURZBESCHREIBUNG | serbischer Handballspieler |
| GEBURTSDATUM     | 7. April 1983              |